# فرودگاه بین‌المللی مینیسترو پیستارینی
فرودگاه بین‌المللی مینیسترو پیستارینی (به انگلیسی: Ministro Pistarini International Airport) (به زبان بومی: Aeropuerto Internacional Ministro Pistarini) یک فرودگاه همگانی مسافربری با کد یاتا EZE است که یک باند فرود آسفالت دارد و طول باند آن ۳۳۰۰ متر است. این فرودگاه در شهر بوئنوس آیرس کشور آرژانتین قرار دارد و در ارتفاع ۲۱ متری از سطح دریا واقع شده‌است.

## شرکت‌های هواپیمایی و مقصدهای پروازی

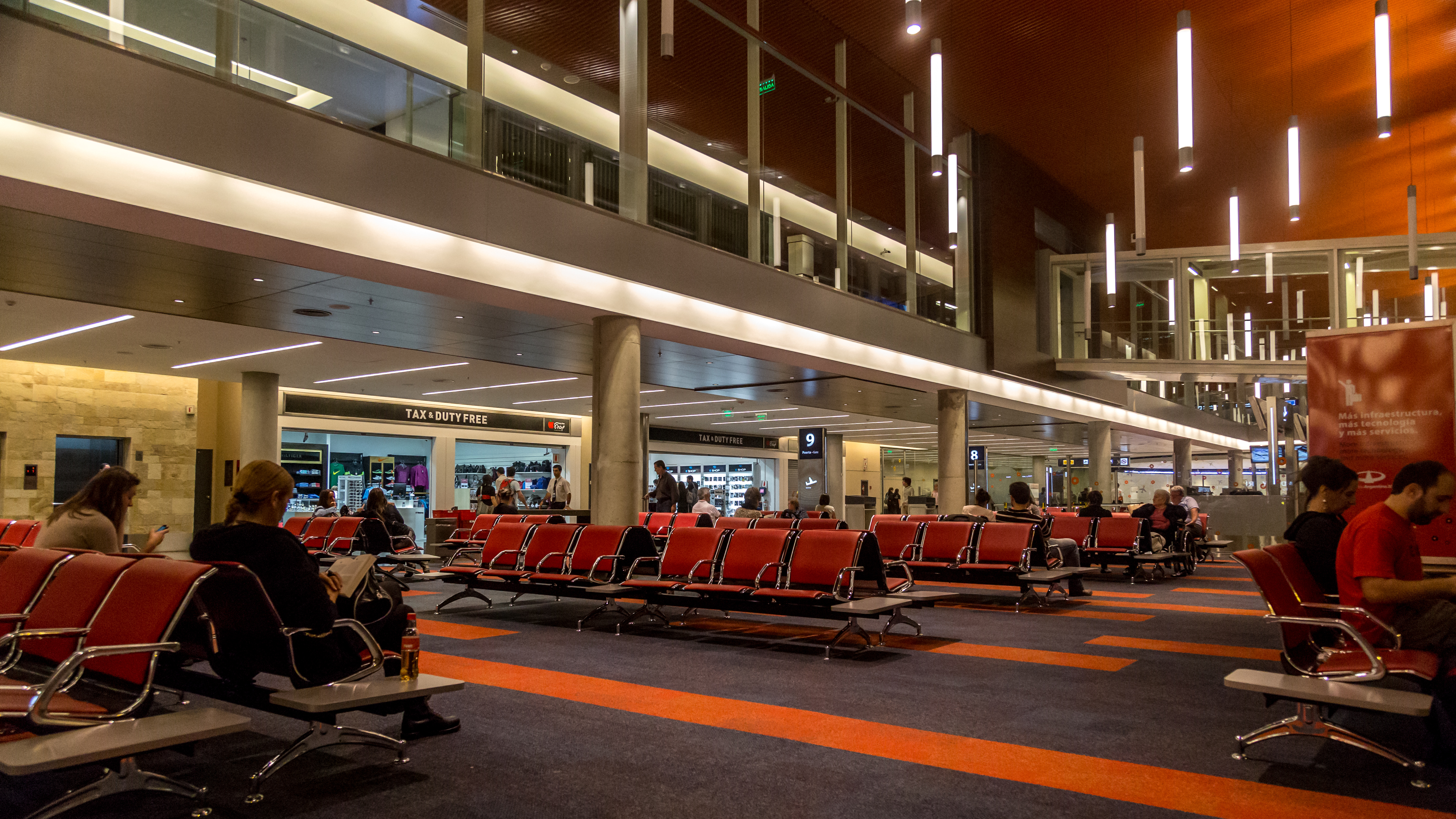
Terminal B

Terminal C was inaugurated in July 2011; تا تاریخ دسامبر ۲۰۱۱, its facilities were in use by ارولینیاس آرژانتیناس، ایر فرانس, and آلیتالیا for their operations. More اسکای‌تیم members were expected to move their operations to the terminal. In March 2013 terminal B, with an area of ۲۸٬۷۹۵ متر مربع (۳۰۹٬۹۵۰ فوت مربع), was inaugurated, for use by  Aerolíneas Argentinas and کاال‌ام.
کانتاس withdrew its service to the airport in favour of سانتیاگو in March 2012; flights to Ezeiza Airport had begun in November 2008. This followed مالزی ایرلاینز' termination of its بوئینگ ۷۴۷-served کوالا لامپور–کیپ‌تاون–Buenos Aires route in early 2012 to cut costs. هواپیمایی آفریقای جنوبی discontinued its ژوهانسبورگ–Buenos Aires service in March 2014.
In ژوئن ۲۰۱۰, هواپیمایی قطر launched direct flights between the airport and دوحه. After a ten-year gap, KLM resumed operations at the airport in October 2011. هواپیمایی امارات launched services to the airport in ژانویه ۲۰۱۲, and ترکیش ایرلاینز extended its استانبول–سائو پائولو service to end at Ezeiza in December the same year. ایر نیوزیلند started non-stop flights between the airport and آوکلند in December 2015.

### مسافری
| شرکت‌های هواپیمایی                                   | مقصدهای پروازی |
| --------------------------------------------------- | --- |
| ارولینیاس آرژانتیناس                                | تنینته لوییس کندلاریا، بارسلونا-ال پرات، ال دورادو، کانکون، کینتانا رو، سیمون بولیوار، کامندنتی ارماندو توولا، خورخه چاوز، مادرید-باراخاس، میامی، جان اف کندی، پورتو سگورو، پونتا کانا، آبشار ایگواسو، ریو دوژانیرو گالیائو، لئوناردو دا وینچی-فیومیچینو، مارتین میگول داگومس، دپوتادو لوئیس ادواردو مگاهاس، کومودورو ارتورو مرینو بنیتز، سائو پائولو گوارولوس، اوشوآیا – مالویناس آرجنتیناس |
| ارولینیاس آرژانتیناس اجرا توسط اوسترال لینئاس آئراس | سیلویو پتیروسی، کماندانته اسپورا، ژنرال انریکو ماسکونی، اینگنیرو ارناوتیکو امبرسیو تاراولا، آستور پیاتزولا، گاورنر فرنسیسکو گابریلی، کراسکو، آبشار ایگواسو، پیلوتو سیویل نوربرتو فرناندز، رسریو – ایسلس ملوینس، سائو پائولو گوارولوس، المیرانت مارکوس برندزینو زار، اوشوآیا – مالویناس آرجنتیناس                                                                                             |
| آئرومکزیکو                                          | مکزیکو سیتی |
| ایر کانادا                                          | کومودورو ارتورو مرینو بنیتز، پیرسون تورنتو |
| ایر اروپا                                           | مادرید-باراخاس |
| ایر فرانس                                           | کراسکو، شارل دوگل پاریس |
| ایر نیوزیلند                                        | اوکلند |
| آلیتالیا                                            | لئوناردو دا وینچی-فیومیچینو |
| امریکن ایرلاینز                                     | دالاس-فورت ورث، میامی، جان اف کندی |
| اویانکا                                             | ال دورادو |
| اویانکا کاستاریکا                                   | خورخه چاوز |
| اویانکا پرو                                         | خورخه چاوز |
| آزول برزیلین ایرلاینز                               | تانکردو نوس فصلی: کابو فریو (آغاز از ۱۷ دسامبر ۲۰۱۷; ends ۳ مارس ۲۰۱۸), مینیسترو ویکتور کوندر (آغاز از ۱۱ دسامبر ۲۰۱۷; ends ۴ مارس ۲۰۱۸) |
| Boliviana de Aviación                               | خورخه ویلسترمان، ال آلتو، ویرو ویرو |
| بریتیش ایرویز                                       | هیترو لندن |
| کوپا ایرلاینز                                       | توکومن |
| هواپیمایی کوبا                                      | خاردینز دل ری، خوزه مارتی |
| دلتا ایرلاینز                                       | هارتسفیلد-جکسون آتلانتا |
| هواپیمایی امارات                                    | دوبی، ریو دوژانیرو گالیائو |
| گول ایر ترنسپورت                                    | تانکردو نوس، هرکیلیو لوز، پینتو مارتینز، پرزیدانت کاسترو پینتو، زومی دوس پالمیراس، ادواردو گومز، گریتر نیتل، پورتو سگورو، ریکایف، ریو دوژانیرو گالیائو، دپوتادو لوئیس ادواردو مگاهاس، سائو پائولو گوارولوس |
| ایبریا ایرلاین                                      | مادرید-باراخاس |
| کاال‌ام                                              | اسخیپول آمستردام، کومودورو ارتورو مرینو بنیتز |
| لان آرژانتین                                        | خورخه چاوز، میامی |
| تام ایرلاینز                                        | برازیلیا، ال دورادو، ریکایف، سائو پائولو گوارولوس فصلی: دپوتادو لوئیس ادواردو مگاهاس (آغاز از ۵ ژانویه ۲۰۱۸; ends ۱۲ فوریه ۲۰۱۸) |
| لان ایرلاینز                                        | جان اف کندی, کومودورو ارتورو مرینو بنیتز |
| لان اکوادور                                         | نیو کیتو، خورخه چاوز |
| LATAM Paraguay                                      | سیلویو پتیروسی، ریو دوژانیرو گالیائو |
| لان پرو                                             | خورخه چاوز |
| Level                                               | بارسلونا-ال پرات |
| لوفت‌هانزا                                           | فرانکفورت |
| نروجین ایر شاتل اجرا توسط Norwegian Air UK          | گاتویک (آغاز از ۱۵ فوریه ۲۰۱۸) |
| هواپیمایی قطر                                       | حمد، سائو پائولو گوارولوس |
| اسکای ایرلاین                                       | کومودورو ارتورو مرینو بنیتز |
| ترکیش ایرلاینز                                      | آتاترک، سائو پائولو گوارولوس |
| یونایتد ایرلاینز                                    | جرج بوش، لیبرتی نیوآرک (آغاز از ۲۹ اکتبر ۲۰۱۷) |

### باری
| شرکت‌های هواپیمایی             | مقصدهای پروازی                                                                               |
| ----------------------------- | -------------------------------------------------------------------------------------------- |
| Air Class                     | کراسکو                                                                                       |
| Aerovip Cargo                 | کراسکو، کاپیتان دا کوربتا کارلووس برندزینو کوربلو                                            |
| اطلس ایر                      | کومودورو ارتورو مرینو بنیتز، میامی، ویراکوپوس-کامپیناس، خورخه چاوز                           |
| Centurion Air Cargo           | میامی                                                                                        |
| Cielos Airlines               | خورخه چاوز                                                                                   |
| فدکس اکسپرس                   | ویراکوپوس-کامپیناس، کومودورو ارتورو مرینو بنیتز                                              |
| فلوریدا وست اینترنشنال ایرویز | ال دورادو، میامی                                                                             |
| LATAM Cargo Chile             | سیلویو پتیروسی، ال دورادو، ویراکوپوس-کامپیناس، فرانکفورت، میامی، کومودورو ارتورو مرینو بنیتز |
| LATAM Cargo México            | مکزیکو سیتی                                                                                  |
| لوفت‌هانزا کارگو               | ویراکوپوس-کامپیناس، لئوپولد سدار سنگور، فرانکفورت                                            |
| Martinair                     | رافائل هرناندز، اسخیپول آمستردام، ال دورادو، استانستد لندن                                   |
| یوپی‌اس ایرلاینز               | میامی، ویراکوپوس-کامپیناس                                                                    |